# Dambenoît-lès-Colombe
Dambenoît-lès-Colombe är en kommun i departementet Haute-Saône i regionen Bourgogne-Franche-Comté i östra Frankrike. Kommunen ligger i kantonen Saint-Sauveur som tillhör arrondissementet Lure. År 2022 hade Dambenoît-lès-Colombe 273 invånare.

## Befolkningsutveckling
Antalet invånare i kommunen Dambenoît-lès-Colombe
| Referens: INSEE |